# Keifer Sykes
Keifer Jerail Sykes (Chicago, 30 dicembre 1993) è un cestista statunitense.

## Carriera

### College
Nel periodo del college gioca nell'Università di Green Bay con la quale partecipa all'Horizon League di cui è stato player of the year per due anni nel 2014 e nel 2015. In questi anni realizza oltre 2000 punti, 500 assist e 400 rimbalzi, unico tra i giocatori in attività.

### NBA e D-League
Nonostante non sia selezionato al Draft NBA 2015 firma pochi giorni dopo un contratto con i Cleveland Cavaliers con i quali gioca la NBA Summer League. Il 28 settembre 2015 firma per i San Antonio Spurs dai quali passa agli Austin Spurs, la loro affiliata in D-League. Nella stagione 2015-16, inclusi i play off, ha una media di 13,1 punti, 3,3 assist e 3,6 rimbalzi.
Nell'estate 2016 gioca la Summer League con i Golden State Warriors.
Nel dicembre 2021 ottiene un contratto fino al termine della stagione con gli Indiana Pacers.

### Europa
Disputa la stagione 2017/18 nel secondo campionato turco, presso l'Ankara DSİ S.K. Viene portato in Italia dal general manager della Scandone Nicola Alberani per la stagione di LBA 2018-19. Dapprima gioca come sesto uomo, essendo il cambio di Norris Cole, poi, in seguito alla partenza di quest'ultimo, da titolare. Il 30 dicembre 2018 realizza 31 punti contro Milano, la sua miglior prestazione in Italia. Chiude il girone d'andata a 14,7 punti e 3,5 assist di media. Il 22 gennaio 2019, nella partita di Basketball Champions League, mette a segno 43 punti, di cui 28 solo nei primi 20 minuti, in casa del Banvit diventando il giocatore ad aver segnato più punti in una sola gara di BCL finora. Chiude la stagione regolare di LBA CON 17,2 punti e 4,1 assist di media. Gioca cinque partite di play-off contro Milano: grande protagonista della serie (sempre in doppia cifra), esce con la sua squadra in gara 5 dei quarti.
Il 27 dicembre 2019, dopo aver iniziato la stagione in Cina, Keifer Sykes sigla un contratto sino al termine della stagione con Olimpia Milano.
Il 6 novembre 2024 si accorda con la Pallacanestro Varese fino al 30 giugno 2025.

## Palmarès
- Campionati sudcoreani: 1

Anyang KGC: 2016-17
- Campionato polacco: 1

Legia Varsavia: 2024-25